# Hasselø Plantage
Hasselø Plantage is een plaats in de Deense regio Seeland, gemeente Guldborgsund. De plaats telt 214 inwoners (2019).
Hasselø Plantage is gelegen op het voormalige eiland Hasselø. Met de aanleg van dammen en het inpolderen van de Hasselø Nor werd het eiland in 1873 onderdeel van het eiland Falster.